# Carl Ferdinand Friedrich Lehmann-Haupt
Carl Ferdinand Friedrich Lehmann-Haupt, född 11 mars 1861 i Hamburg, död 24 juli 1938 i Innsbruck, var en tysk arkeolog och historiker.
Lehmann-Haupt blev juris doktor i Göttingen 1883, filosofie doktor i Berlin 1887, amanuens vid Berlinmuseernas egyptologiska avdelning 1887 och privatdocent i gamla tidens historia i Berlin 1893. Han företog 1898–99 en forskningsresa till Armenien och utnämndes 1901 till professor i gamla tidens historia i Berlin. År 1911 antog han kallelse till den gladstoneska professuren i grekiska vid University of Liverpool. Han lämnade vid första världskrigets utbrott denna professur samt var professor i gamla tidens historia 1915–18 i Konstantinopel och från oktober 1918 i Innsbruck. Han uppsatte 1900 och utgav (från 1903 tillsammans med Ernst Kornemann) tidskriften "Klio. Beiträge zur alten Geschichte".